# Shalamzar
Shalamzār (farsi شلمزار) è il capoluogo dello shahrestān di Kiar, circoscrizione Centrale, nella provincia di Chahar Mahal e Bakhtiari.